# Coleophora mariniella
Coleophora mariniella é uma espécie de mariposa do gênero Coleophora pertencente à família Coleophoridae.